# Dagsländor
Dagsländor (Ephemeroptera), är en ordning i klassen insekter. Den största delen av sin livscykel lever de som larv. Dagsländorna hör till några av de äldsta insekter man känner till. Man har funnit fossila medlemmar av dessa djur så långt tillbaka som i den devoniska periodens och stenkolsperiodens avlagringar, somliga mycket stora i jämförelse med nu levande dagsländor. Ordningen omfattar nu cirka 2500 kända arter, varav 60 förekommer i Sverige. Dessa tillhör ca 25 släkten och 10 familjer. Dagsländor har funnits i cirka 300 miljoner år. 

## Livscykel

### Larven
Dagsländornas larver lever i vatten, och även de vuxna individerna lever i närheten av vatten. Den nykläckta larven liknar i början borstsvansen och har som denna två långa, ledade svansborst. Under ett stort antal hudömsningar, hos somliga mer än 20, bibehåller den samma allmänna kroppsform, men får tre svansborst, tätt besatta med små sidoriktade hår. Borsten fungerar som andningsorgan. Dessutom tillkommer på sidorna om bakkroppens leder parvis små utstjälpningar, i vilka förgreningar från andedräktsrören tränger in. Dessa är hos somliga arter fransade, hos andra bladlika. Larven håller dem i en ständig, viftande rörelse för att öka vattenombytet. Efter ett visst antal hudömsningar får larven vinganlag på sidorna av andra och tredje mellankroppslederna i form av bladlika utskott, i vilka grenar från andedräktsrören intränga. Dessa vinganlag överensstämmer till utseende och plats med gälarna. Man har därför viss anledning att tro att insekternas vingar har sitt ursprung i trakégälar. En del av dagsländornas larver lever öppet på bottnen av stillastående eller rinnande vatten. Andra gräver gångar åt sig i bottenslammet. Andra omger sig med ett fodral av slam. Tiden som larv är för flera arter 2 till 3 år.

### Larven blir slända
Då ömsningen ska äga rum kan man till exempel på ytan av en damm få se en mängd dagsländelarver simma sakta omkring eller utan några egna rörelser driva för vinden. Larvskinnet brister på ryggen av mellankroppen, sländan arbetar sig fram, och i ögonblicket därefter höjer den sig på sina vingar, fastän dessa ännu är svaga. Ömsningen är en riskabel process under vilken en stor mängd sländor dör genom drunkning. En sådan kläckningsdag ser man mängder av de nykläckta sländornas döda kroppar tillsammans med de tomma larvskinnen. Även om allt gått bra är dagsländan inte färdig för sitt liv i luften då den har ännu en hudömsning kvar innan den blir en fullbildad insekt. Dagsländor är på så sätt det enda kända exemplet på en med flygförmåga utrustad insekt som ömsar hud. Man kallar detta bevingade, men ännu inte fullbildade utvecklingsstadium subimago. Den sista hudömsningen äger rum i flykten kort efter att larvskinnet ömsats och förändrar bara obetydligt insektens utseende.

### Sländan
Dagsländorna har förkrympta mundelar och äter inte. Deras liv i utvecklat tillstånd ägnas uteslutande till fortplantningen. Arterna har smala och långsträckta kroppar med två–tre mycket långa och ledade svansborst. De har glasklara eller mörkbrokiga vingar täckta av ett nät av ådror. Vingarna är vanligen fyra stycken, och det bakre paret är mycket mindre än det främre. Det förekommer att det bakre paret helt saknas. Dagsländor håller vingarna hopslagna uppåt när de vilar. De har mycket korta pannspröt. Hannarna har mycket långa framben, och dessa hålls ibland framåtsträckta så att man kan tro att de är pannspröt. Äggen läggs direkt i vattnet.
Ofta uppträder de i svärm, i upp- och nedsvävande flykt. Ibland, oftast mot kvällen, visar de sig i större mängder. Särskilt i södra Europa väcker några arter uppseende genom sitt plötsliga uppträdande i stora mängder. De drunknande massorna blir riklig föda åt fiskarna, och i Frankrike kallas de av fiskare för manna, förmodligen en anspelning på ymnigheten av detta plötsligt liksom nedregnande näringsförråd. I Ungern är massuppträdandet mycket bekant och i vissa trakter benämnas arterna med anledning av vanliga tiden för deras uppträdande augustiflugor. Lika plötsligt försvinner sländsvärmarna inom få dagar. Om några arter, särskild om hannarna, berättas det att deras liv i luften räcker bara några timmar. I flera språk betecknas de därför med ett namn, som kan översättas med endagsflugor.

## Dagsländor i Sverige
I Sverige finns cirka 58 arter.

## Historisk systematik
I äldre tid räknades dagsländor som en familj i ordningen rätvingesländor (Pseudoneuroptera).

## Familjer
- forsdagsländor (Heptageniidae)
- mossdagsländor (Ephemerellidae)
- sanddagsländor (Ephemeridae)
- simdagsländor (Siphlonuridae)
- skölddagsländor (Prosopistomatidae)
- slamdagsländor (Caenidae)
- starrdagsländor (Leptophlebiidae)
- ådagsländor (Baetidae)